# NGC 474
座標:  01h 20m 06.7s, +03° 24′ 58″
NGC 474は、うお座の方角に約1億光年離れた位置にある楕円銀河である。大きな銀河で、潮汐尾を持っていることが知られているが、その起源は分かっていない。

## 関連文献
- Turnbull, A. J.; Carter, D.; Bridges, T. J.; Thomson, R. C. (1999) Shell Formation in NGC474